# Општински стадион Андора ла Веља
Општински стадион Андора ла Веља је мали фудбалски стадион у Андора ла Вељи у Андори. Стадион има капацитет од 838 гледалаца. Један је од два стадиона који постоје у Андори. Стадион има атлетску стазу за трчање.
Општински стадион Андора ла Веља и Општински стадион Ајшоваљ су заједно домаћини свих утакмица два највиша фудбалска такмичења у Андори, Прве лиге и Друге лиге.